# Vis de pression
La vis de pression est un type de vis de fixation servant à assurer une liaison d’encastrement entre deux pièces mécaniques.
Les vis de pression peuvent être à bout arrondi ou pointu.
Contrairement à la vis d'assemblage qui prend appui sous sa tête (ce qui la contraint en sollicitation de traction), la vis de pression appuie par son extrémité (soit une sollicitation de compression). La vis se place dans le trou taraudé débouchant prévu à cet effet dans l'une ou l'autre pièce et exerce une pression sur l'autre, empêchant le coulissement par adhérence. Les vis de pression s'utilisent surtout en construction mécanique. Un exemple connu se rencontre dans les compas d'écoliers, où le crayon est maintenu dans un anneau sur la branche traçante, par une vis de pression manœuvrée à la main. 
- Note : Dans le cas d'utilisation de vis de pression pour des liaisons temporaires, comme pour le vernier du pied à coulisse, une pièce intermédiaire est souvent utilisée pour répartir la pression de l'extrémité de la vis, et surtout pour éviter le « marquage » qui pourrait résulter de la rotation au moment du serrage.

Les vis de pression se subdivisent selon la forme de l'extrémité : 
- bout plat (PL) ;
- bout bombé (BB) ;
- bout tronconique (TR) ;
- bout en cuvette (CU) ;
- bout à téton court (TC) ;
- bout à téton long (TL).

Et selon le mode d'entraînement :
- tête hexagonale réduite (HZ) ;
- tête carrée réduite (QZ) ;
- sans tête à six pans creux (HC).

| Longueur | M1,6 | M2 | M2,5 | M3 | M4  | M5 | M6 | M8 | M10 | M12 | M16 | M20 | M24 | M30 | M36 |
| -------- | ---- | -- | ---- | -- | --- | -- | -- | -- | --- | --- | --- | --- | --- | --- | --- |
| Lmin     | 2    | 2  | 2    | 2  | 2,5 | 3  | 4  | 5  | 6   | 8   | 10  | 12  | 16  | -   | -   |
| Lmax     | 8    | 10 | 12   | 16 | 20  | 25 | 30 | 40 | 50  | 60  | 60  | 60  | 60  | -   | -   |